# NGC 3840
NGC 3840 is een spiraalvormig sterrenstelsel in het sterrenbeeld Leeuw. Het hemelobject werd op 8 mei 1864 ontdekt door de Duits-Deense astronoom Heinrich Louis d'Arrest.

## Synoniemen
- UGC 6702
- MCG 3-30-70
- ZWG 97.91
- IRAS 11413+2021
- PGC 36477